# The Forme of Cury
The Forme of Cury è una raccolta di ricette medievali risalente alla fine del XIV secolo. Benché non se ne conosca l'autore, l'opera è attribuita ai cuochi di corte di Riccardo II. The Forme of Cury contiene alcune delle prime ricette della pork pie e i maccheroni al formaggio.